# Скорпион X-1
Скорпион X-1 — источник рентгеновского излучения, расположенный в созвездии Скорпиона на расстоянии около 9000 световых лет от Земли. Скорпион X-1 является самым сильным источником рентгеновского излучения, видимым с Земли, помимо Солнца. Пучки рентгеновского излучения флуктуируют изо дня в день и исходят из той же точки, что и видимый свет звезды V818 Скорпиона, чья видимая звёздная величина меняется от 12 до 13m
Скорпион X-1 представляет собой маломассивную рентгеновскую двойную, источником рентгеновского излучения в которой служит аккрецирующая нейтронная звезда. Это была первая нейтронная звезда, открытая И. С. Шкловским путём анализа излучения этого источника в 1967 году, то есть ещё до открытия радиопульсаров.